# Marietta Slomka
Marietta Slomka (n. 20 aprilie 1969, Köln) este o jurnalistă și moderatoare TV germană. Tatăl ei este originar din Prusia Orientală.

## Biografie
După bacalaureat (1988) a studiat economie și politică la Universitatea din Köln și la University of Kent în Canterbury, Marea Britanie.
În anii 1991 - 1996 a lucrat ca jurnalistă liber profesionistă în Köln la ziarul local Kölnische Rundschau. În 1995 a fost totodată corespondentă a postului de radio Deutsche Welle în Bonn, Köln și Bruxelles.
La ZDF (televiziunea germană publică nr. 2) a început colaborarea în calitate de corespondentă (1998). În aprilie 2000 a devenit moderatoare la redacția de știri (telejurnale de seară).
Slomka a făcut și o serie de reportaje în Europa de Est și a prezentat Jocurile Olimpice de vară din 2008. A făcut parte din grupul de moderatori care au prezentat Campionatul Mondial de fotbal din 2010 care a avut loc în Africa de Sud.
În 2002 a fost nominalizată pentru premiul Goldene Kamera. 
Soțul ei, Christof Lang, lucrează la televiziunea concurentă, RTL.
Din decembrie 2009, Marietta Slomka s-a angajat într-o acțiune caritativă  în favoarea copiilor bolnavi.

## Distincții
- 2009: Premiul Adolf-Grimme 2009 (împreună cu colegul Claus Kleber, de la redacția de știri a ZDF) (premiu conferit de uniunea universităților populare germane)
- 2009: Radio Regenbogen Award – 2008